# گهواره گربه
گهوارهٔ گربه (به انگلیسی: Cat's Cradle) چهارمین رمان نویسنده آمریکایی کورت ونه‌گات است که اولین بار در ۱۹۶۳ چاپ شد. این کتاب در مورد علم، تکنولوژی و مذهب بحث می‌کند و در همین حین، مسابقه تسلیحاتی و بسیاری مفاهیم دیگر را به سخره می‌گیرد. دانشگاه شیکاگو بعد از اینکه پایان‌نامه ونه‌گات را در سال ۱۹۴۷ رد کرد، به خاطر این کتاب به او در سال ۱۹۷۱ مدرک افتخاری در رشته انسان‌شناسی داد.
نام این کتاب از بازی‌ای گرفته شده که کودکان با نخی می‌کنند که دو سرش گره خورده و بین انگشتان دو نفر دست‌به‌دست می‌شود. در اوایل کتاب فلیکس هوینکر (مخترع فرضی بمب اتم) را می‌بینیم که درست در لحظه افتادن بمب مشغول انجام این بازی است.
بیشتر اتفاقات این کتاب در کشوری تخیلی با نام جمهوری سن لورنزو روی می‌دهد. کورت ونه‌گات در این کتاب به بیان مفاهیم دینی جدید با نام باکونونیسم نیز می‌پردازد که بدست باکونون بنیان‌گذاری شده‌است.

## جوایز و کاندیداتوری‌ها
گهواره گربه در ۱۹۶۴ کاندیدای دریافت جایزه هوگو برای بهترین رمان شد.